# Liga Europa da UEFA de 2022–23 – Fase de Grupos
A Fase de Grupos da Liga Europa da UEFA de 2022–23 foi disputada entre 8 de setembro até 3 de novembro de 2022.
Na fase de grupos jogam 32 equipes: 12 equipes que entram nesta fase, os 10 vencedores do play-off, os 6 perdedores do play-off da Liga dos Campeões da UEFA de 2022–23 e os 4 perdedores do caminho da Liga da terceira pré-eliminatória da UEFA Champions League de 2022-23.
As 32 equipes serão divididas em oito grupos de quatro, com a restrição de que equipes da mesma associação não possam se enfrentar.
Em cada grupo, as equipes jogam umas contra as outras em casa e fora. Os vencedores dos grupos avançam para as oitavas de final, os segundos classificados avançam para os play-off da fase eliminatória, onde se juntam aos oito terceiros classificados da fase de grupos da Liga dos Campeões da UEFA de 2022–23 e o terceiro do grupo avança para a Fase preliminar da fase eliminatória da Liga Conferência Europa da UEFA de 2022–23.
Bodø/Glimt, Nantes, Union Berlin e Union Saint-Gilloise jogarão pela primeira vez a fase de grupos da competição. Um total de 23 associações nacionais estão representadas nessa fase de grupos.

## Potes
O sorteio da fase de grupos será realizado no dia 26 de agosto de 2022, em Istambul, na Turquia.
| Legenda                                                                                                |
| Líder de grupo e classifcado às oitavas de final                                                       |
| Vice-líder de grupo e classificado ao Play-off da fase eliminatória                                    |
| 3º lugar e classificado ao Play-off da fase eliminatória da Liga Conferência Europa da UEFA de 2022–23 |

| Pote 1            | Coef.   |
| ----------------- | ------- |
| Roma              | 100.000 |
| Manchester United | 105.000 |
| Arsenal           | 80.000  |
| Lazio             | 53.000  |
| Braga             | 46.000  |
| Estrela Vermelha  | 46.000  |
| Dínamo de Kiev    | 44.000  |
| Olympiacos        | 41.000  |

| Pote 2        | Coef.  |
| ------------- | ------ |
| Feyenoord     | 40.000 |
| Rennes        | 33.000 |
| PSV Eindhoven | 33.000 |
| Monaco        | 26.000 |
| Real Sociedad | 26.000 |
| Qarabağ       | 25.000 |
| Malmö         | 23.500 |
| Ludogorets    | 23.000 |

| Pote 3           | Coef.   |
| ---------------- | ------- |
| Sheriff Tiraspol | 22.500  |
| Betis            | 21.000  |
| Midtjylland      | 19.000  |
| FK Bodø/Glimt    | 17.000  |
| Ferencváros      | 15.500  |
| Union Berlin     | 15.042  |
| Freiburg         | 15.042' |
| Fenerbahçe       | 14.500  |

| Pote 4               | Coef.  |
| -------------------- | ------ |
| Nantes               | 12.016 |
| HJK                  | 8.500  |
| Sturm Graz           | 7.770  |
| AEK Larnaca          | 7.500  |
| Omonia               | 7.000  |
| Zürich               | 7.000  |
| Union Saint-Gilloise | 6.120  |
| Trabzonspor          | 5.500  |

## Grupos
Os vencedores dos grupos avançam para as oitavas de final, os segundos classificados avançam para os play-off da fase eliminatória, o terceiro do grupo avança para a Fase preliminar da fase eliminatória da Liga Conferência Europa da UEFA de 2022–23.
| Legenda                                                                                     |
| Classificado às oitavas de final                                                            |
| Classificado ao Play-off da fase eliminatória                                               |
| Classificado ao Play-off da fase eliminatória da Liga Conferência Europa da UEFA de 2022–23 |
| Eliminado                                                                                   |

### Grupo A
| Pos | Equipe        | Pts | J | V | E | D | GP | GC | SG  | Classificado                     |  | ARS | PSV | BOD | ZUR |
| --- | ------------- | --- | - | - | - | - | -- | -- | --- | -------------------------------- |  | --- | --- | --- | --- |
| 1   | Arsenal       | 15  | 6 | 5 | 0 | 1 | 8  | 3  | +5  | Classificado às oitavas de final |  | —   | 1–0 | 3–0 | 1–0 |
| 2   | PSV Eindhoven | 13  | 6 | 4 | 1 | 1 | 15 | 4  | +11 | Classificado aos Play-offs       |  | 2–0 | —   | 1–1 | 5–0 |
| 3   | FK Bodø/Glimt | 4   | 6 | 1 | 1 | 4 | 5  | 10 | −5  | Transferido à Liga Conferência   |  | 0–1 | 1–2 | —   | 2–1 |
| 4   | Zürich        | 3   | 6 | 1 | 0 | 5 | 5  | 16 | −11 | Eliminado                        |  | 1–2 | 1–5 | 2–1 | —   |

| 8 de setembro de 2022 | Zürich             | 1 – 2  | Arsenal                      | Kybunpark, São Galo                            |
| 18:45                 | Kryeziu 44' (pen.) | Súmula | 16' Marquinhos · 62' Nketiah | Público: 17 070 Árbitro: SWE Mohammed Al-Hakim |

| 8 de setembro de 2022 | PSV Eindhoven | 1 – 1  | FK Bodø/Glimt | Philips Stadion, Eindhoven                  |
| 18:45                 | Gakpo 62'     | Súmula | 44' Grønbæk   | Público: 28 627 Árbitro: BUL Georgi Kabakov |

| 15 de setembro de 2022 | FK Bodø/Glimt             | 2 – 1  | Zürich      | Aspmyra Stadion, Bodø                          |
| 21:00                  | Selnæs 54' · Vetlesen 58' | Súmula | 81' Avdijaj | Público: 8 000 Árbitro: FRA Stéphanie Frappart |

| 6 de outubro de 2022 | Zürich    | 1 – 5  | PSV Eindhoven                                    | Estádio Letzigrund, Zurique                |
| 18:45                | Okita 87' | Súmula | 10', 15' Vertessen · 21', 55' Gakpo · 35' Simons | Público: 10 626 Árbitro: SCO Willie Collum |

| 6 de outubro de 2022 | Arsenal                                | 3 – 0  | FK Bodø/Glimt | Emirates Stadium, Londres                |
| 21:00                | Nketiah 23' · Holding 27' · Vieira 84' | Súmula |               | Público: 59 724 Árbitro: GER Harm Osmers |

| 13 de outubro de 2022 | FK Bodø/Glimt | 0 – 1  | Arsenal  | Aspmyra Stadion, Bodø                    |
| 18:45                 |               | Súmula | 24' Saka | Público: 7 922 Árbitro: BIH Irfan Peljto |

| 13 de outubro de 2022 | PSV Eindhoven                                                | 5 – 0  | Zürich | Philips Stadion, Eindhoven                 |
| 21:00                 | Gutiérrez 9' · Veerman 15', 55' · Sangaré 34' · El Ghazi 84' | Súmula |        | Público: 30 000 Árbitro: TUR Ali Palabıyık |

| 20 de outubro de 2022 | Arsenal   | 1 – 0  | PSV Eindhoven | Emirates Stadium, Londres                        |
| 19:00                 | Xhaka 71' | Súmula |               | Público: 52 200 Árbitro: ESP Alejandro Hernández |

| 27 de outubro de 2022 | Zürich                               | 2 – 1  | FK Bodø/Glimt    | Estádio Letzigrund, Zurique                    |
| 18:45                 | Boranijašević 67' · Marchesano 90+4' | Súmula | 45+1' Pellegrino | Público: 10 168 Árbitro: UKR Yevhen Aranovskyi |

| 27 de outubro de 2022 | PSV Eindhoven             | 2 – 0  | Arsenal | Philips Stadion, Eindhoven                  |
| 18:45                 | Veerman 55' · De Jong 63' | Súmula |         | Público: 35 000 Árbitro: ITA Marco Di Bello |

| 3 de novembro de 2022 | Arsenal    | 1 – 0  | Zürich | Emirates Stadium, Londres                    |
| 21:00                 | Tierne 17' | Súmula |        | Público: 48 500 Árbitro: BEL Erik Lambrechts |

| 3 de novembro de 2022 | FK Bodø/Glimt | 1 – 2  | PSV Eindhoven               | Aspmyra Stadion, Bodø                      |
| 21:00                 | Žugelj 90+3'  | Súmula | 36' Sampsted · 52' Bakayoko | Público: 7 985 Árbitro: LIT Donatas Rumšas |

### Grupo B
| Pos | Equipe         | Pts | J | V | E | D | GP | GC | SG | Classificado                     |  | FEN | REN | AEK | DKV |
| --- | -------------- | --- | - | - | - | - | -- | -- | -- | -------------------------------- |  | --- | --- | --- | --- |
| 1   | Fenerbahçe     | 14  | 6 | 4 | 2 | 0 | 13 | 7  | +6 | Classificado às oitavas de final |  | —   | 3–3 | 2–0 | 2–1 |
| 2   | Rennes         | 12  | 6 | 3 | 3 | 0 | 11 | 8  | +3 | Classificado aos Play-offs       |  | 2–2 | —   | 1–1 | 2–1 |
| 3   | AEK Larnaca    | 5   | 6 | 1 | 2 | 3 | 7  | 10 | −3 | Transferido à Liga Conferência   |  | 1–2 | 1–2 | —   | 3–3 |
| 4   | Dínamo de Kiev | 1   | 6 | 0 | 1 | 5 | 5  | 11 | −6 | Eliminado                        |  | 0–2 | 0–1 | 0–1 | —   |

| 8 de setembro de 2022 | AEK Larnaca | 1 – 2  | Rennes                      | AEK Arena – Georgios Karapatakis, Lárnaca     |
| 18:45                 | Oier 33'    | Súmula | 29' Theate · 90+4' Assignon | Público: 4 103 Árbitro: GEO Giorgi Kruashvili |

| 8 de setembro de 2022 | Fenerbahçe                    | 2 – 1  | Dínamo de Kiev | Estádio Şükrü Saraçoğlu, Istambul         |
| 18:45                 | Gustavo 35' · Batshuati 90+1' | Súmula | 63' Tsyhankov  | Público: 41 895 Árbitro: HUN Tamás Bognár |

| 15 de setembro de 2022 | Dínamo de Kiev | 0 – 1  | AEK Larnaca | Estádio de Cracóvia, Cracóvia            |
| 21:00                  |                | Súmula | 8' Gyurcsó  | Público: 3 362 Árbitro: DEN Jakob Kehlet |

| 15 de setembro de 2022 | Rennes                  | 2 – 2  | Fenerbahçe                          | Roazhon Park, Rennes                          |
| 21:00                  | Terrier 52' · Majer 54' | Súmula | 60' Kahveci · 90+2' (pen.) Valencia | Público: 20 993 Árbitro: BLR Aleksei Kulbakov |

| 6 de outubro de 2022 | Rennes                 | 2 – 1  | Dínamo de Kiev | Roazhon Park, Rennes                            |
| 21:00                | Terrier 23' · Doué 89' | Súmula | 33' Tsyhankov  | Público: 24 761 Árbitro: ESP José María Sánchez |

| 6 de outubro de 2022 | Fenerbahçe                | 2 – 0  | AEK Larnaca | Estádio Şükrü Saraçoğlu, Istambul           |
| 21:00                | Batshuati 26' · Mamas 79' | Súmula |             | Público: 38 860 Árbitro: ENG Chris Kavanagh |

| 13 de outubro de 2022 | Dínamo de Kiev | 0 – 1  | Rennes   | Estádio de Cracóvia, Cracóvia                |
| 18:45                 |                | Súmula | 48' Wooh | Público: 5 398 Árbitro: NED Serdar Gözübüyük |

| 13 de outubro de 2022 | AEK Larnaca           | 1 – 2  | Fenerbahçe                            | AEK Arena – Georgios Karapatakis, Lárnaca    |
| 18:45                 | Trickovski 52' (pen.) | Súmula | 16' João Pedro · 80' (pen.) Batshuati | Público: 6 947 Árbitro: POL Paweł Raczkowski |

| 27 de outubro de 2022 | Fenerbahçe                        | 3 – 3  | Rennes                       | Estádio Şükrü Saraçoğlu, Istambul          |
| 18:45                 | Valencia 42' · Zajc 82' · Mor 88' | Súmula | 4', 30' Gouiri · 16' Terrier | Público: 34 840 Árbitro: SRB Novak Simović |

| 27 de outubro de 2022 | AEK Larnaca                 | 3 – 3  | Dínamo de Kiev                 | AEK Arena – Georgios Karapatakis, Lárnaca |
| 18:45                 | Altman 26', 72' · Lopes 53' | Súmula | 45' Vanat · 82', 90+2' Harmash | Público: 4 321 Árbitro: SCO John Beaton   |

| 3 de novembro de 2022 | Dínamo de Kiev | 0 – 2  | Fenerbahçe             | Estádio de Cracóvia, Cracóvia            |
| 21:00                 |                | Súmula | 23' Güler · 45+2' Arão | Público: 6 304 Árbitro: CRO Duje Strukan |

| 3 de novembro de 2022 | Rennes     | 1 – 1  | AEK Larnaca | Roazhon Park, Rennes                           |
| 21:00                 | Albine 17' | Súmula | 76' Lopes   | Público: 27 210 Árbitro: SWE Mohammed Al-Hakim |

### Grupo C
| Pos | Equipe     | Pts | J | V | E | D | GP | GC | SG  | Classificado                     |  | BET | ROM | LUD | HJK |
| --- | ---------- | --- | - | - | - | - | -- | -- | --- | -------------------------------- |  | --- | --- | --- | --- |
| 1   | Betis      | 16  | 6 | 5 | 1 | 0 | 12 | 4  | +8  | Classificado às oitavas de final |  | —   | 1–1 | 3–2 | 3–0 |
| 2   | Roma       | 10  | 6 | 3 | 1 | 2 | 11 | 7  | +4  | Classificado aos Play-offs       |  | 1–2 | —   | 3–1 | 3–0 |
| 3   | Ludogorets | 7   | 6 | 2 | 1 | 3 | 8  | 9  | −1  | Transferido à Liga Conferência   |  | 0–1 | 2–1 | —   | 2–0 |
| 4   | HJK        | 1   | 6 | 0 | 1 | 5 | 2  | 13 | −11 | Eliminado                        |  | 0–2 | 1–2 | 1–1 | —   |

| 8 de setembro de 2022 | Ludogorets             | 2 – 1  | Roma           | Ludogorets Arena, Razgrad                 |
| 18:45                 | Cauly 72' · Nonato 88' | Súmula | 86' Shomurodov | Público: 10 011 Árbitro: ENG Craig Pawson |

| 8 de setembro de 2022 | HJK | 0 – 2  | Betis                | Bolt Arena, Helsínquia                        |
| 18:45                 |     | Súmula | 45+3' (pen.) Willian | Público: 10 164 Árbitro: ISR Roi Reinshreiber |

| 15 de setembro de 2022 | Betis                                         | 3 – 2  | Ludogorets                | Estádio Benito Villamarín, Sevilha            |
| 21:00                  | Luiz Henrique 25' · Joaquín 39' · Canales 59' | Súmula | 45+1' Despodov · 74' Rick | Público: 43 113 Árbitro: LAT Andris Treimanis |

| 15 de setembro de 2022 | Roma                                      | 3 – 0  | HJK | Stadio Olimpico, Roma                      |
| 21:00                  | Dybala 47' · Pellegrini 49' · Belotti 68' | Súmula |     | Público: 60 193 Árbitro: ROM Radu Petrescu |

| 6 de outubro de 2022 | HJK         | 1 – 1  | Ludogorets  | Bolt Arena, Helsínquia                        |
| 18:45                | Hetemaj 55' | Súmula | 10' Willian | Público: 9 751 Árbitro: UKR Yevhen Aranovskyi |

| 6 de outubro de 2022 | Roma              | 1 – 2  | Betis                             | Stadio Olimpico, Roma                  |
| 21:00                | Dybala 34', pen.' | Súmula | 40' Rodríguez · 88' Luiz Henrique | Público: 62 294 Árbitro: SVN Matej Jug |

| 13 de outubro de 2022 | Betis       | 1 – 1  | Roma        | Estádio Benito Villamarín, Sevilha                   |
| 18:45                 | Canales 34' | Súmula | 53' Belotti | Público: 52 472 Árbitro: GRE Anastasios Sidiropoulos |

| 13 de outubro de 2022 | Ludogorets             | 2 – 0  | HJK | Ludogorets Arena, Razgrad                 |
| 21:00                 | Gropper 38' · Rick 64' | Súmula |     | Público: 4 623 Árbitro: EST Kristo Tohver |

| 27 de outubro de 2022 | Ludogorets | 0 – 1  | Betis     | Ludogorets Arena, Razgrad                  |
| 18:45                 |            | Súmula | 56' Fekir | Público: 9 487 Árbitro: AUT Harald Lechner |

| 27 de outubro de 2022 | HJK         | 1 – 2  | Roma                       | Bolt Arena, Helsínquia                    |
| 21:00                 | Hetemaj 54' | Súmula | 41' Abraham · 62' Hoskonen | Público: 9 751 Árbitro: POR Tiago Martins |

| 3 de novembro de 2022 | Roma                                         | 3 – 1  | Ludogorets | Stadio Olimpico, Roma                         |
| 21:00                 | Pellegrini 56', 65' (pen.) · [Nicolò Zaniolo | Súmula | 41' Rick   | Público: 60 807 Árbitro: MNE Nikola Dabanović |

| 3 de novembro de 2022 | Betis                         | 3 – 0  | HJK | Estádio Benito Villamarín, Sevilha         |
| 21:00                 | Ruibal 20', 40' · Fekir 90+3' | Súmula |     | Público: 35 384 Árbitro: SCO Willie Collum |

### Grupo D
| Pos | Equipe               | Pts | J | V | E | D | GP | GC | SG | Classificado                     |  | USG | UBE | BRA | MAL |
| --- | -------------------- | --- | - | - | - | - | -- | -- | -- | -------------------------------- |  | --- | --- | --- | --- |
| 1   | Union Saint-Gilloise | 13  | 6 | 4 | 1 | 1 | 11 | 7  | +4 | Classificado às oitavas de final |  | —   | 0–1 | 3–3 | 3–2 |
| 2   | Union Berlin         | 12  | 6 | 4 | 0 | 2 | 4  | 2  | +2 | Classificado aos Play-offs       |  | 0–1 | —   | 1–0 | 1–0 |
| 3   | Braga                | 10  | 6 | 3 | 1 | 2 | 9  | 7  | +2 | Transferido à Liga Conferência   |  | 1–2 | 1–0 | —   | 2–1 |
| 4   | Malmö                | 0   | 6 | 0 | 0 | 6 | 3  | 11 | −8 | Eliminado                        |  | 0–2 | 0–1 | 0–2 | —   |

| 8 de setembro de 2022 | Malmö | 0 – 2  | Braga                               | Stadion, Malmo                            |
| 18:45                 |       | Súmula | 30' Rodrigues · 70' (pen.) R. Horta | Público: 13 721 Árbitro: CRO Duje Strukan |

| 8 de setembro de 2022 | Union Berlin | 0 – 1  | Union Saint-Gilloise | Alten Försterei, Berlim                   |
| 18:45                 |              | Súmula | 39' Lynen            | Público: 21 512 Árbitro: UKR Serhiy Boyko |

| 15 de setembro de 2022 | Union Saint-Gilloise                   | 3 – 2  | Malmö                  | Den Dreef, Lovaina                             |
| 21:00                  | Burgess 17' · Teuma 69' · Boniface 71' | Súmula | 6' Ceesay · 57' Thelin | Público: 4 373 Árbitro: POL Bartosz Frankowski |

| 15 de setembro de 2022 | Braga       | 1 – 0  | Union Berlin | Pedreira, Braga                          |
| 21:00                  | Vitinha 77' | Súmula |              | Público: 17 782 Árbitro: SVK Filip Glova |

| 6 de outubro de 2022 | Malmö | 0 – 1  | Union Berlin | Stadion, Malmo                                |
| 18:45                |       | Súmula | 68' Becker   | Público: 16 057 Árbitro: TUR Halil Umut Meler |

| 6 de outubro de 2022 | Braga    | 1 – 2  | Union Saint-Gilloise | Pedreira, Braga                                 |
| 21:00                | Ruiz 49' | Súmula | 86', 90+4' Nilsson   | Público: 14 044 Árbitro: FRA Stéphanie Frappart |

| 13 de outubro de 2022 | Union Saint-Gilloise            | 3 – 3  | Braga                 | Den Dreef, Lovaina                         |
| 18:45                 | Boniface 20', 62' · Vanzeir 49' | Súmula | 15', 36', 41' Vitinha | Público: 7 851 Árbitro: AZE Aliyar Aghayev |

| 13 de outubro de 2022 | Union Berlin      | 1 – 0  | Malmö | Alten Försterei, Berlim                         |
| 21:00                 | Knoche 89' (pen.) | Súmula |       | Público: 21 800 Árbitro: MKD Aleksandar Stavrev |

| 27 de outubro de 2022 | Malmö | 0 – 2  | Union Saint-Gilloise  | Stadion, Malmo                                |
| 18:45                 |       | Súmula | 68' Teuma · 41' Amani | Público: 10 912 Árbitro: ISR Roi Reinshreiber |

| 27 de outubro de 2022 | Union Berlin      | 1 – 0  | Braga | Alten Försterei, Berlim                   |
| 18:45                 | Knoche 68' (pen.) | Súmula |       | Público: 21 082 Árbitro: ENG Craig Pawson |

| 3 de novembro de 2022 | Union Saint-Gilloise | 0 – 1  | Union Berlin | Den Dreef, Lovaina                           |
| 21:00                 |                      | Súmula | 6' Michel    | Público: 5 597 Árbitro: LAT Andris Treimanis |

| 3 de novembro de 2022 | Braga                    | 2 – 1  | Malmö      | Pedreira, Braga                           |
| 21:00                 | R. Horta 36' · Djaló 55' | Súmula | 77' Sejdiu | Público: 11 805 Árbitro: FRA Ruddy Buquet |

### Grupo E
| Pos | Equipe            | Pts | J | V | E | D | GP | GC | SG | Classificado                     |  | RSO | MUN | SHE | OMO |
| --- | ----------------- | --- | - | - | - | - | -- | -- | -- | -------------------------------- |  | --- | --- | --- | --- |
| 1   | Real Sociedad     | 15  | 6 | 5 | 0 | 1 | 10 | 2  | +8 | Classificado às oitavas de final |  | —   | 0–1 | 3–0 | 2–1 |
| 2   | Manchester United | 15  | 6 | 5 | 0 | 1 | 10 | 3  | +7 | Classificado aos Play-offs       |  | 0–1 | —   | 3–0 | 1–0 |
| 3   | Sheriff Tiraspol  | 6   | 6 | 2 | 0 | 4 | 4  | 10 | −6 | Transferido à Liga Conferência   |  | 0–2 | 0–2 | —   | 1–0 |
| 4   | Omonia            | 0   | 6 | 0 | 0 | 6 | 3  | 12 | −9 | Eliminado                        |  | 0–2 | 2–3 | 0–3 | —   |

1. 1 2  Empatados no confronto direto. A diferença geral de gols é usada como desempate.

| 8 de setembro de 2022 | Manchester United | 0 – 1  | Real Sociedad     | Old Trafford, Manchester                    |
| 21:00                 |                   | Súmula | 59' (pen.) Méndez | Público: 74 310 Árbitro: ITA Marco Di Bello |

| 8 de setembro de 2022 | Omonia | 0 – 3  | Sheriff Tiraspol                           | Estádio GSP, Nicósia                        |
| 21:00                 |        | Súmula | 2' Akanbi · 55' (pen.) Atiemwen · 76' Diop | Público: 11 271 Árbitro: SVN Rade Obrenović |

| 15 de setembro de 2022 | Sheriff Tiraspol | 0 – 2  | Manchester United               | Estádio Zimbru, Quixinau                     |
| 18:45                  |                  | Súmula | 17' Sancho · 39' (pen.) Ronaldo | Público: 8 734 Árbitro: POL Paweł Raczkowski |

| 15 de setembro de 2022 | Real Sociedad             | 2 – 1  | Omonia    | Estádio Anoeta, San Sebastián              |
| 18:45                  | Guevara 30' · Sørloth 80' | Súmula | 72' Bruno | Público: 28 587 Árbitro: EST Kristo Tohver |

| 6 de outubro de 2022 | Sheriff Tiraspol | 0 – 2  | Real Sociedad             | Estádio Zimbru, Quixinau                   |
| 18:45                |                  | Súmula | 53' Silva · 62' Elustondo | Público: 5 427 Árbitro: AUT Harald Lechner |

| 6 de outubro de 2022 | Omonia                          | 2 – 3  | Manchester United               | Estádio GSP, Nicósia                       |
| 18:45                | Ansarifard 34' · Panayiotou 85' | Súmula | 53' (84) Rashford · 63' Martial | Público: 20 011 Árbitro: POR João Pinheiro |

| 13 de outubro de 2022 | Manchester United | 1 – 0  | Omonia | Old Trafford, Manchester                    |
| 21:00                 | McTominay 90+3'   | Súmula |        | Público: 74 310 Árbitro: FRA Jérôme Brisard |

| 13 de outubro de 2022 | Real Sociedad                          | 3 – 0  | Sheriff Tiraspol | Estádio Anoeta, San Sebastián            |
| 21:00                 | Sørloth 45+1' · Rico 66' · Navarro 81' | Súmula |                  | Público: 25 806 Árbitro: ALB Enea Jorgji |

| 27 de outubro de 2022 | Manchester United                      | 3 – 0  | Sheriff Tiraspol | Old Trafford, Manchester                             |
| 21:00                 | Dalot 44' · Rashford 65' · Ronaldo 81' | Súmula |                  | Público: 73 764 Árbitro: GRE Anastasios Sidiropoulos |

| 27 de outubro de 2022 | Omonia | 0 – 2  | Real Sociedad              | Estádio GSP, Nicósia                      |
| 21:00                 |        | Súmula | 45+2' Navarro · 60' Méndez | Público: 11 780 Árbitro: HUN Tamás Bognár |

| 3 de novembro de 2022 | Real Sociedad | 0 – 1  | Manchester United | Estádio Anoeta, San Sebastián               |
| 18:45                 |               | Súmula | 17' Garnacho      | Público: 36 744 Árbitro: BUL Georgi Kabakov |

| 3 de novembro de 2022 | Sheriff Tiraspol | 1 – 0  | Omonia | Estádio Zimbru, Quixinau               |
| 18:45                 | Rasheed 88'      | Súmula |        | Público: 2 295 Árbitro: CRO Fran Jović |

### Grupo F
| Pos | Equipe      | Pts | J | V | E | D | GP | GC | SG | Classificado                     |  | FEY | MID | LAZ | STU |
| --- | ----------- | --- | - | - | - | - | -- | -- | -- | -------------------------------- |  | --- | --- | --- | --- |
| 1   | Feyenoord   | 8   | 6 | 2 | 2 | 2 | 13 | 9  | +4 | Classificado às oitavas de final |  | —   | 2–2 | 1–0 | 6–0 |
| 2   | Midtjylland | 8   | 6 | 2 | 2 | 2 | 12 | 8  | +4 | Classificado aos Play-offs       |  | 2–2 | —   | 5–1 | 2–0 |
| 3   | Lazio       | 8   | 6 | 2 | 2 | 2 | 9  | 11 | −2 | Transferido à Liga Conferência   |  | 4–2 | 2–1 | —   | 2–2 |
| 4   | Sturm Graz  | 8   | 6 | 2 | 2 | 2 | 4  | 10 | −6 | Eliminado                        |  | 1–0 | 1–0 | 0–0 | —   |

1. 1 2 3 4  Empatados no confronto direto. A diferença geral de gols é usada como desempate. Entre Feyenoord e Midtjylland, o total de gols marcados é usado como desempate.

| 8 de setembro de 2022 | Lazio                                                   | 4 – 2  | Feyenoord               | Stadio Olimpico, Roma                           |
| 21:00                 | Luis Alberto 4' · Felipe Anderson 15' · Vecino 28', 63' | Súmula | 69' (pen.), 88' Giménez | Público: 22 763 Árbitro: ESP Ricardo Bengoetxea |

| 8 de setembro de 2022 | Sturm Graz | 1 – 0  | Midtjylland | Merkur Arena, Graz                          |
| 21:00                 | Emegha 8'  | Súmula |             | Público: 10 521 Árbitro: AZE Aliyar Aghayev |

| 15 de setembro de 2022 | Midtjylland                                                                  | 5 – 1  | Lazio                | MCH Arena, Herning                           |
| 18:45                  | Paulinho 26' · Kaba 30' · Evander 52' (pen.) · Isaksen 67' · Sviatchenko 72' | Súmula | 57' Milinković-Savić | Público: 9 052 Árbitro: MNE Nikola Dabanović |

| 15 de setembro de 2022 | Feyenoord                                                                 | 6 – 0  | Sturm Graz | De Kuip, Roterdão                           |
| 18:45                  | Jahanbakhsh 9', 41' · Hancko 31' · Danilo 34' · Giménez 66' · Idrissi 78' | Súmula |            | Público: 30 025 Árbitro: FRA Jérôme Brisard |

| 6 de outubro de 2022 | Sturm Graz | 0 – 0  | Lazio | Merkur Arena, Graz                          |
| 18:45                |            | Súmula |       | Público: 14 171 Árbitro: FRA Benoit Bastien |

| 6 de outubro de 2022 | Midtjylland               | 2 – 2  | Feyenoord                        | MCH Arena, Herning                            |
| 21:00                | Isaksen 54' · Juninho 85' | Súmula | 23' Szymański · 45' (pen.) Kökçü | Público: 9 044 Árbitro: SWE Mohammed Al-Hakim |

| 13 de outubro de 2022 | Feyenoord               | 2 – 2  | Midtjylland                    | De Kuip, Roterdão                           |
| 18:45                 | Timber 32' · Hancko 48' | Súmula | 16' Martínez · 58' Sviatchenko | Público: 43 086 Árbitro: SVN Rade Obrenović |

| 13 de outubro de 2022 | Lazio                           | 2 – 2  | Sturm Graz      | Stadio Olimpico, Roma                         |
| 21:00                 | Immobile 45' (pen.) · Pedro 71' | Súmula | 56', 83' Bøving | Público: 21 059 Árbitro: GER Sascha Stegemann |

}}
| 27 de outubro de 2022 | Lazio                            | 2 – 1  | Midtjylland | Stadio Olimpico, Roma                         |
| 18:45                 | Milinković-Savić 36' · Pedro 58' | Súmula | 8' Isaksen  | Público: 17 756 Árbitro: POL Daniel Stefański |

| 27 de outubro de 2022 | Sturm Graz        | 1 – 0  | Feyenoord | Merkur Arena, Graz                       |
| 21:00                 | Kiteishvili 90+3' | Súmula |           | Público: 13 987 Árbitro: NOR Espen Eskås |

| 3 de novembro de 2022 | Midtjylland     | 2 – 0  | Sturm Graz | MCH Arena, Herning                    |
| 18:45                 | Dreyer 15', 72' | Súmula |            | Público: 9 134 Árbitro: SVN Matej Jug |

| 3 de novembro de 2022 | Feyenoord   | 1 – 0  | Lazio | De Kuip, Roterdão                         |
| 18:45                 | Giménez 64' | Súmula |       | Público: 43 268 Árbitro: BIH Irfan Peljto |

### Grupo G
| Pos | Equipe     | Pts | J | V | E | D | GP | GC | SG  | Classificado                     |  | FRE | NAN | QRB | OLY |
| --- | ---------- | --- | - | - | - | - | -- | -- | --- | -------------------------------- |  | --- | --- | --- | --- |
| 1   | Freiburg   | 14  | 6 | 4 | 2 | 0 | 13 | 3  | +10 | Classificado às oitavas de final |  | —   | 2–0 | 2–1 | 1–1 |
| 2   | Nantes     | 9   | 6 | 3 | 0 | 3 | 6  | 11 | −5  | Classificado aos Play-offs       |  | 0–4 | —   | 2–1 | 2–1 |
| 3   | Qarabağ    | 8   | 6 | 2 | 2 | 2 | 9  | 5  | +4  | Transferido à Liga Conferência   |  | 1–1 | 3–0 | —   | 0–0 |
| 4   | Olympiacos | 2   | 6 | 0 | 2 | 4 | 2  | 11 | −9  | Eliminado                        |  | 0–3 | 0–2 | 0–3 | —   |

| 8 de setembro de 2022 | Nantes                       | 2 – 1  | Olympiacos      | Stade de la Beaujoire, Nantes               |
| 21:00                 | Mohamed 32' · Guessand 90+3' | Súmula | 50' Moutoussamy | Público: 31 276 Árbitro: AUT Harald Lechner |

| 8 de setembro de 2022 | Freiburg                   | 1 – 0  | Qarabağ     | Europa-Park Stadion, Friburgo                |
| 21:00                 | Grifo 7' (pen.) · Doan 15' | Súmula | 39' Vešović | Público: 31 500 Árbitro: BEL Erik Lambrechts |

| 15 de setembro de 2022 | Olympiacos | 0 – 3  | Freiburg                         | Estádio Karaiskakis, Pireu             |
| 18:45                  |            | Súmula | 5' Höfler · 25', 52' Gregoritsch | Público: 23 104 Árbitro: SVN Matej Jug |

| 15 de setembro de 2022 | Qarabağ                               | 3 – 0  | Nantes | Estádio Tofiq Bahramov, Bacu             |
| 18:45                  | Owusu 60' · Zoubir 65' · Janković 72' | Súmula |        | Público: 26 495 Árbitro: ALB Enea Jorgji |

| 6 de outubro de 2022 | Olympiacos | 0 – 3  | Qarabağ                                | Estádio Karaiskakis, Pireu                |
| 21:00                |            | Súmula | 68' Owusu · 82' Vešović · 86' Sheydaev | Público: 21 677 Árbitro: BIH Irfan Peljto |

| 6 de outubro de 2022 | Freiburg               | 2 – 0  | Nantes | Europa-Park Stadion, Friburgo             |
| 21:00                | Kyereh 48' · Grifo 72' | Súmula |        | Público: 33 200 Árbitro: SWE Glenn Nyberg |

| 13 de outubro de 2022 | Nantes | 0 – 4  | Freiburg                                                        | Stade de la Beaujoire, Nantes               |
| 18:45                 |        | Súmula | 26' Kübler · 71' Gregoritsch · 82' Schade · 87' Jeong Woo-yeong | Público: 31 845 Árbitro: ROU Horatiu Fesnic |

| 13 de outubro de 2022 | Qarabağ | 0 – 0  | Olympiacos | Estádio Tofiq Bahramov, Bacu              |
| 18:45                 |         | Súmula |            | Público: 31 200 Árbitro: ENG Craig Pawson |

| 27 de outubro de 2022 | Freiburg     | 1 – 1  | Olympiacos   | Europa-Park Stadion, Friburgo              |
| 21:00                 | Kübler 90+3' | Súmula | 17' El-Arabi | Público: 33 000 Árbitro: EST Kristo Tohver |

| 27 de outubro de 2022 | Nantes                  | 2 – 1  | Qarabağ           | Stade de la Beaujoire, Nantes             |
| 21:00                 | Blas 16' · Ganago 90+5' | Súmula | 56' (pen.) Ozobić | Público: 30 927 Árbitro: DEN Jakob Kehlet |

| 3 de novembro de 2022 | Qarabağ     | 1 – 1  | Freiburg                  | Estádio Tofiq Bahramov, Bacu                  |
| 18:45                 | Owusu 90+2' | Súmula | 25' (pen.) [Nils Petersen | Público: 30 430 Árbitro: BLR Aleksei Kulbakov |

| 3 de novembro de 2022 | Olympiacos | 0 – 2  | Nantes                 | Estádio Karaiskakis, Pireu                |
| 18:45                 |            | Súmula | 79' Mohamed · 90' Blas | Público: 16 254 Árbitro: UKR Serhiy Boyko |

### Grupo H
| Pos | Equipe           | Pts | J | V | E | D | GP | GC | SG | Classificado                     |  | FER | MON | TRA | ZVE |
| --- | ---------------- | --- | - | - | - | - | -- | -- | -- | -------------------------------- |  | --- | --- | --- | --- |
| 1   | Ferencváros      | 10  | 6 | 3 | 1 | 2 | 8  | 9  | −1 | Classificado às oitavas de final |  | —   | 1–1 | 3–2 | 2–1 |
| 2   | Monaco           | 10  | 6 | 3 | 1 | 2 | 9  | 8  | +1 | Classificado aos Play-offs       |  | 0–1 | —   | 3–1 | 4–1 |
| 3   | Trabzonspor      | 9   | 6 | 3 | 0 | 3 | 11 | 9  | +2 | Transferido à Liga Conferência   |  | 1–0 | 4–0 | —   | 2–1 |
| 4   | Estrela Vermelha | 6   | 6 | 2 | 0 | 4 | 9  | 11 | −2 | Eliminado                        |  | 4–1 | 0–1 | 2–1 | —   |

1. 1 2  Pontos de confronto direto: Ferencváros 4, Monaco 1.

| 8 de setembro de 2022 | Estrela Vermelha | 0 – 1  | Monaco            | Estádio Estrela Vermelha, Belgrado       |
| 21:00                 |                  | Súmula | 74' (pen.) Embolo | Público: 40 226 Árbitro: GER Harm Osmers |

| 8 de setembro de 2022 | Ferencváros                       | 3 – 2  | Trabzonspor           | Groupama Arena, Budapeste                  |
| 21:00                 | Nguen 5', 44' (pen.) · Traoré 29' | Súmula | 39' Gómez · 71' Bozok | Público: 17 987 Árbitro: ITA Fabio Maresca |

| 15 de setembro de 2022 | Trabzonspor                | 2 – 1  | Estrela Vermelha | Estádio Şenol Güneş, Trebizonda               |
| 18:45                  | Hamšík 16' · Trézéguet 68' | Súmula | 89' Nikolić      | Público: 24 884 Árbitro: GER Sascha Stegemann |

| 15 de setembro de 2022 | Monaco | 0 – 1  | Ferencváros | Stade Louis II, Mónaco                  |
| 18:45                  |        | Súmula | 79' Vécsei  | Público: 3 931 Árbitro: NOR Espen Eskås |

| 6 de outubro de 2022 | Estrela Vermelha                                 | 4 – 1  | Ferencváros      | Estádio Estrela Vermelha, Belgrado           |
| 18:45                | Kanga 27' (pen.), 60' · Mitrović 35' · Katai 50' | Súmula | 71' Zachariassen | Público: 26 244 Árbitro: BEL Laurence Visser |

| 6 de outubro de 2022 | Monaco                                    | 3 – 1  | Trabzonspor   | Stade Louis II, Mónaco                        |
| 18:45                | Ben Yedder 14', 45+2' (pen.) · Disasi 55' | Súmula | 72' Bakasetas | Público: 5 050 Árbitro: GEO Giorgi Kruashvili |

| 13 de outubro de 2022 | Trabzonspor                                            | 4 – 0  | Monaco | Estádio Şenol Güneş, Trebizonda           |
| 21:00                 | Sarr 44' · Vitor Hugo 48' · Bardhi 57' · Trézéguet 69' | Súmula |        | Público: 24 343 Árbitro: DEN Jakob Kehlet |

| 13 de outubro de 2022 | Ferencváros                     | 2 – 1  | Estrela Vermelha | Groupama Arena, Budapeste                     |
| 21:00                 | Zachariassen 23' · S. Mmaee 61' | Súmula | 55' Mitrović     | Público: 20 675 Árbitro: POL Daniel Stefański |

| 27 de outubro de 2022 | Estrela Vermelha      | 2 – 1  | Trabzonspor   | Estádio Estrela Vermelha, Belgrado         |
| 21:00                 | Katai 37' · Pešić 64' | Súmula | 39' Bakasetas | Público: 30 431 Árbitro: POR João Pinheiro |

| 27 de outubro de 2022 | Ferencváros      | 1 – 1  | Monaco         | Groupama Arena, Budapeste                |
| 21:00                 | Zachariassen 81' | Súmula | 31' Ben Yedder | Público: 20 517 Árbitro: ALB Enea Jorgji |

| 3 de novembro de 2022 | Trabzonspor  | 1 – 0  | Ferencváros | Estádio Şenol Güneş, Trebizonda          |
| 18:45                 | Bakasetas 7' | Súmula |             | Público: 22 840 Árbitro: GER Harm Osmers |

| 3 de novembro de 2022 | Monaco                           | 4 – 1  | Estrela Vermelha | Stade Louis II, Mónaco                       |
| 18:45                 | Volland 5', 27', 87' · Rodić 50' | Súmula | 54' (pen.) Kanga | Público: 6 341 Árbitro: NED Serdar Gözübüyük |